# Haren (gemeente)

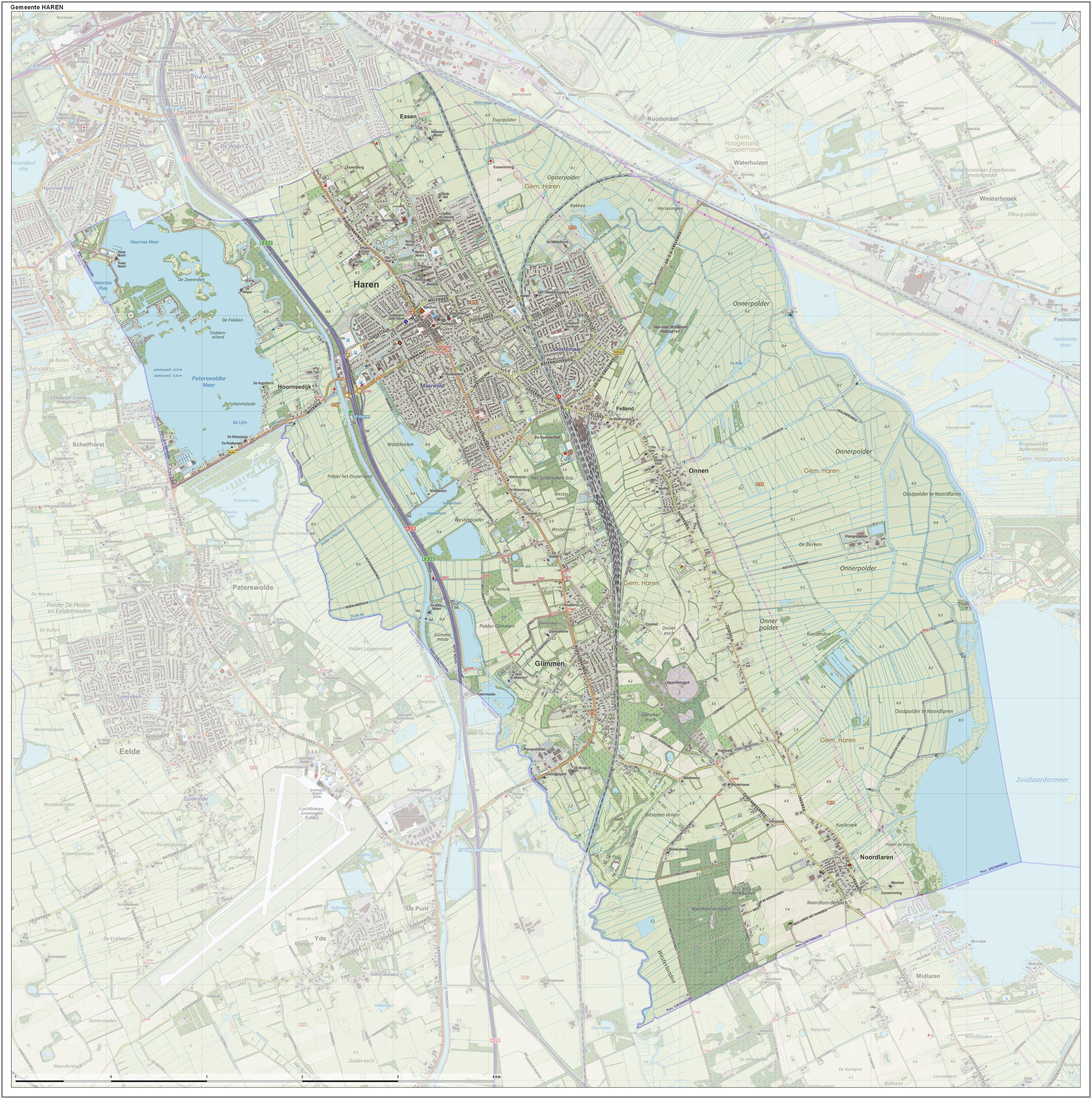
Topografische gemeentekaart van Haren, september 2017

Haren (uitspraakⓘ) (Gronings: Hoaren, inwoners per 31 mei 2018: 19.895, bron: CBS) is een voormalige gemeente in Noord-Nederland, in de provincie Groningen. De gemeente besloeg een oppervlakte van 50,70 km² (waarvan 4,10 km² water) en omvatte naast het gelijknamige hoofddorp Haren de dorpen Onnen, Glimmen en Noordlaren. Haren lag direct ten zuidoosten van de stad Groningen. Mede door die ligging was het een typische forensengemeente.
Op 1 januari 2019 werd de gemeente opgeheven en ging zij op in de gemeente Groningen.

## Indeling
De gemeente Haren omvatte in 2018 de volgende plaatsen:
- Essen
- Felland (in feite helemaal vastgegroeid aan Haren)
- Hoornsedijk
- Glimmen
- Haren (hoofdkern)
- Harenermolen
- Noordlaren
- Onnen
- Paterswolde (gedeeltelijk)

Het dorp Helpman maakte tot 1915 deel uit van de gemeente Haren. De buurtschap Halfweg, deel van Eelderwolde, maakte tot de jaren 70 van de 20e eeuw deel uit van de gemeente. Beide plaatsen zijn nu onderdeel van Groningen.

## Bevolking
| 2620                                                      | 3134 | 3348 | 3621 | 3906 | 4820 | 5916 | 4907 | 7082 | 10051 | 11471 | 13681 | 17457 | 19143 | 18247 | 18583 | 18516 | 18924 | 20143 |
| Bronnen: Gemeente Haren: Bevolkingscijfers 1850-1987, CBS |      |      |      |      |      |      |      |      |       |       |       |       |       |       |       |       |       |       |

## Politiek

### Gemeenteraad
De gemeenteraad van Haren bestond tot de opheffing uit 17 zetels. Hieronder staat de samenstelling van de gemeenteraad sinds 1998:
| Partij                | 1998 | 2002 | 2006 | 2010 | 2014 |
| --------------------- | ---- | ---- | ---- | ---- | ---- |
| D66                   | 2    | 1    | 1    | 3    | 5    |
| Gezond Verstand Haren | -    | -    | -    | 2    | 3    |
| VVD                   | 5    | 5    | 4    | 4    | 2    |
| CDA                   | 3    | 4    | 3    | 2    | 2    |
| PvdA                  | 4    | 3    | 4    | 3    | 2    |
| GroenLinks            | 2    | 3    | 4    | 2    | 2    |
| ChristenUnie          | 1    | 1    | 1    | 1    | 1    |
| Totaal                | 17   | 17   | 17   | 17   | 17   |

### College van B&W
Het college van B&W bestond in de laatste raadsperiode van 2014 tot en met 2018 uit D66, Gezond Verstand Haren en de VVD. In de zomer van 2016 stapte de wethouder van de VVD uit de fractie. Haar plaats werd ingenomen door wethouder Stiekema van het CDA. In 2017 verliet Gezond Verstand Haren de coalitie en ging de coalitie door als minderheidscoalitie.
Het college van B&W bestond in de raadsperiode 2010-2014 uit VVD-PvdA-GroenLinks/ChristenUnie

### Gemeentelijke herindeling
In de provincie Groningen was vanaf 2013 een herindelingsoperatie gaande. In de plannen van de provincie zou Haren samen gaan met de gemeenten Groningen en Ten Boer. Tijdens een burgerraadpleging in 2014 sprak een grote meerderheid er zich tegen uit. Het college van de gemeente Haren besloot echter in december 2014 de gemeenteraad voor te stellen om te gaan fuseren met de Drentse gemeente Tynaarlo. Op 12 januari 2015 besloot de raad tot het onderzoeken van een fusie met Tynaarlo. Nadat de gemeente Tynaarlo had besloten niet in te gaan op een fusieaanzoek van Haren stemde de gemeenteraad in met zelfstandig blijven. De provincie Groningen liet onderzoeken of zelfstandigheid een optie was. Uit het onderzoeksrapport kwam het antwoord: nee, tenzij.
Op 30 maart 2016 maakte de provincie bekend Haren te dwingen tot een fusiegesprek met Groningen en Ten Boer. De gemeenteraad legde weliswaar aan bestuurders en ambtenaren een verbod op om met Groningen te spreken, maar daarvan trok burgemeester Pieter van Veen zich niets aan.
Het voorstel tot de fusie van Groningen en Ten Boer met Haren werd door de Tweede kamer goedgekeurd. Uiteindelijk stemde op 10 juli 2018 ook de Eerste Kamer in met de opheffing van Haren.

## Trivia
- Haren werd na een onderzoek naar de kwaliteit van Nederlandse gemeenten door opinieweekblad Elsevier in juni 2011 en 2012 gekozen tot beste woongemeente van Nederland. De gemeente was in de jaren voorafgaand aan 2011 al regelmatig in de top-10 van deze lijst genoteerd, maar eindigde nog niet eerder op de eerste plaats.[3]
- Er bestaat een opzegversje om de namen van lichaamsdelen te leren met de dorpen uit de omgeving van Haren erin: Haren, Zuidlaren, Glimmen, De Punt, Oudemolen.